# Agostino Marchetto
Agostino Marchetto ComIH (Vicenza, 28 de agosto de 1940) é um diplomata e cardeal italiano da Igreja Católica que pertenceu ao serviço diplomático da Santa Sé.

## Vida
Nascido em Vicenza, frequentou as escolas do Patronato Leone XIII em Vicenza. Posteriormente, tendo entrado no seminário, foi ordenado sacerdote na Catedral de Vicenza em 28 de junho de 1964 pelo Bispo de Vicenza, Carlo Zinato.
Em 7 de agosto de 1981, foi agraciado como Comendador da Ordem do Infante D. Henrique.
Em 31 de agosto de 1985 foi nomeado pelo Papa João Paulo II como arcebispo titular de Écija com o cargo de núncio apostólico em Madagascar e Ilhas Maurício. Ele recebeu a consagração episcopal em 1 de novembro de 1985, na Catedral de Vicenza, do cardeal Sebastiano Baggio, coadjuvado por Arnoldo Onisto, bispo de Vicenza e por Carlo Fanton, bispo auxiliar da mesma diocese.
Em 7 de dezembro de 1990 foi transferido para a nunciatura apostólica da Tanzânia, enquanto em 18 de maio de 1994 foi transferido para a representação da Santa Sé na Bielorrússia.
Em 8 de julho de 1999 retornou à Cúria Romana como Oficial da Secretaria de Estado. Em 6 de novembro de 2001, o Papa João Paulo II o nomeou secretário do Pontifício Conselho para a Pastoral dos Migrantes e Itinerantes.
Em 25 de agosto de 2010, aos 70 anos, aposentou-se do cargo para se dedicar ao estudo, em particular, da hermenêutica do Concílio Vaticano II. O Papa Francisco o chamou de a maior hermeneuta do Concílio Vaticano II.
É fluente, além do italiano nativo, em inglês, espanhol e francês.
Em 9 de julho de 2023, o Papa Francisco anunciou durante o Angelus que o criaria cardeal no Consistório de 30 de setembro de 2023. Recebeu o barrete vermelho e a diaconia de Santa Maria Goretti.